# Velké Nepodřice
Velké Nepodřice jsou vesnice a část obce Dobev v okrese Písek v Jihočeském kraji. Nachází se asi tři kilometry severovýchodně od Dobeve. Velké Nepodřice leží v katastrálním území Nepodřice o výměře 11,09 km².

## Historie
První písemná zmínka o vesnici pochází z roku 1360. Tehdy na listině vydané 18. října v Norimberku daroval Karel IV. ves Nepodřice jako manství Markvartovi z Příbora.

## Obyvatelstvo
| Rok            | 1869 | 1880 | 1890 | 1900 | 1910 | 1921 | 1930 | 1950 | 1961 | 1970 | 1980 | 1991 | 2001 | 2011 | 2021 |
| -------------- | ---- | ---- | ---- | ---- | ---- | ---- | ---- | ---- | ---- | ---- | ---- | ---- | ---- | ---- | ---- |
| Počet obyvatel | 402  | 356  | 386  | 376  | 333  | 300  | 287  | 198  | 215  | 173  | 163  | 146  | 138  | 124  | 147  |
| Počet domů     | 49   | 53   | 54   | 54   | 52   | 53   | 54   | 56   | 45   | 44   | 45   | 52   | 58   | 59   | 67   |

## Obecní správa
Při sčítání lidu v letech 1850–1962 Velké Nepodřice byly osadou obce Nepodřice v okrese Písek. Od roku 1963 jsou částí obce Dobev v okrese Písek.

## Pamětihodnosti
- Zděná boží muka se nachází u komunikace do vesnice ve směru od Písku. Jsou ze druhé poloviny 17. století.[10]
- Výklenková kaple zasvěcená svatému Janu Nepomuckému je u silnice vedoucí z vesnice. Pochází z počátku 19. století.[11]
- Návesní kaple je zasvěcena Zvěstování Panny Marie a je první polovinou 18. století.[12]
- Poblíž kaple se nachází pomník padlým spoluobčanům a kamenný kříž.
- Na vrchu Velký Kamýk, asi ¾ kilometru jihozápadně od vesnice stojí železná rozhledna z roku 2002.

## Galerie

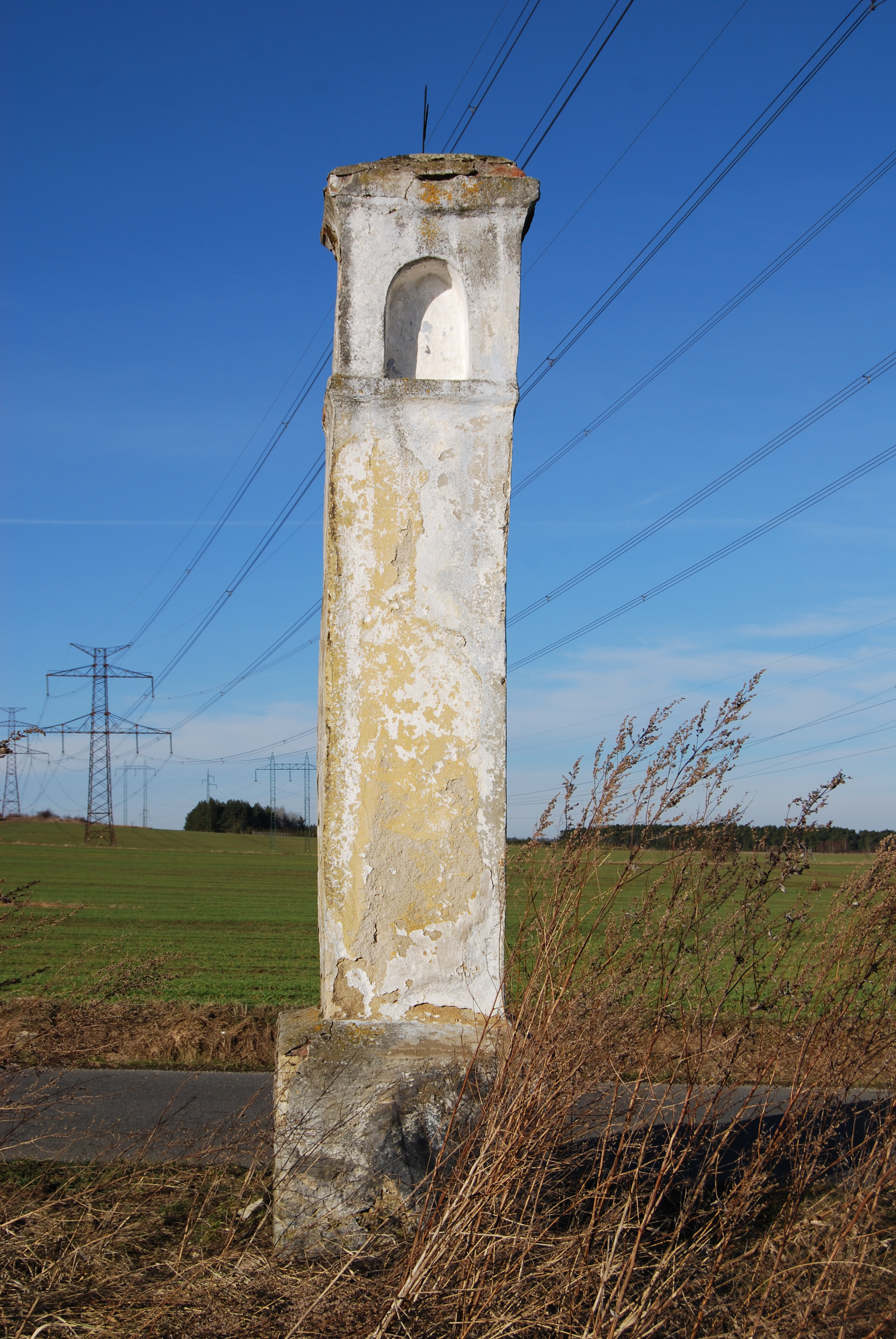
Boží muka poblíž vesnice
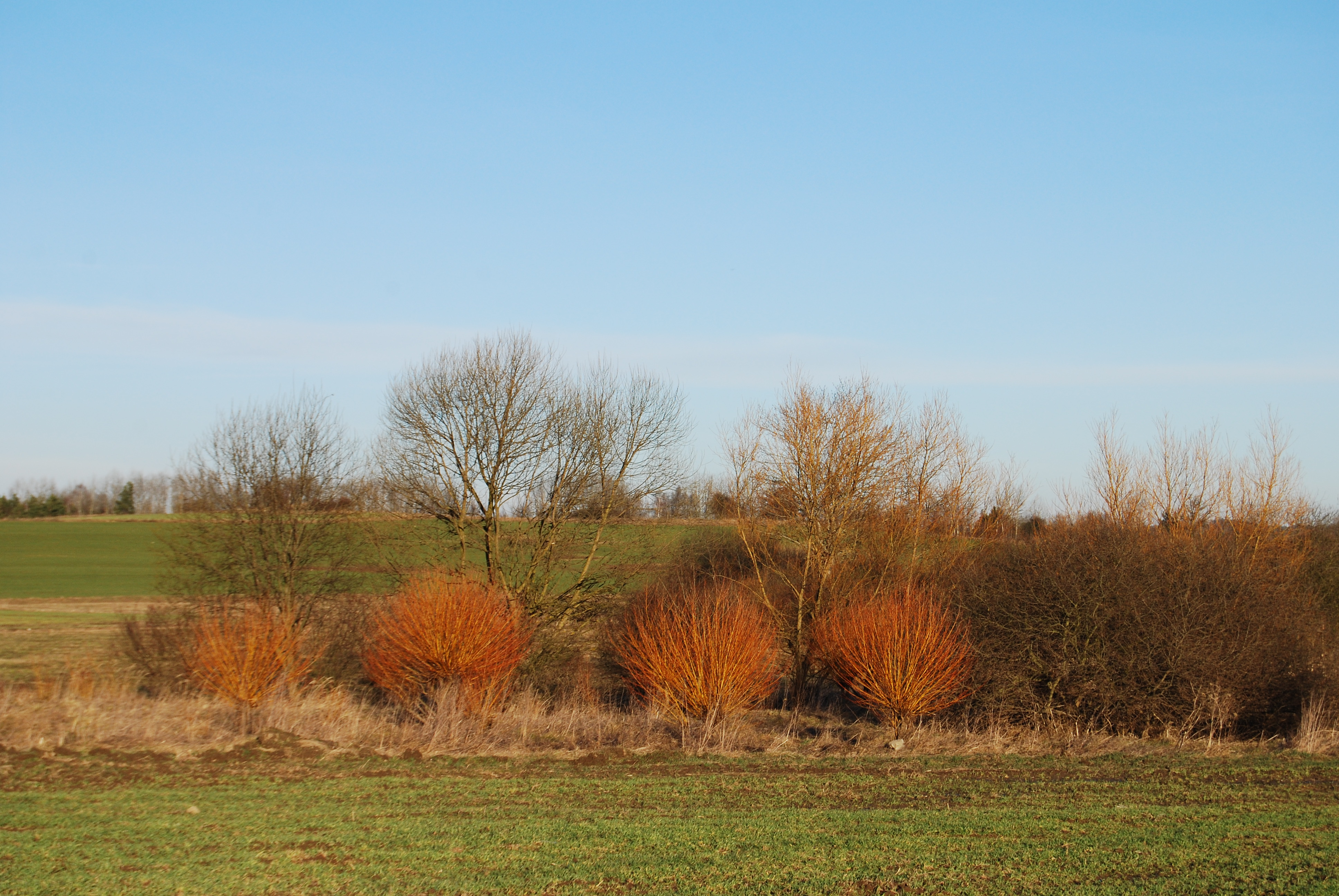
Pohled na okolí
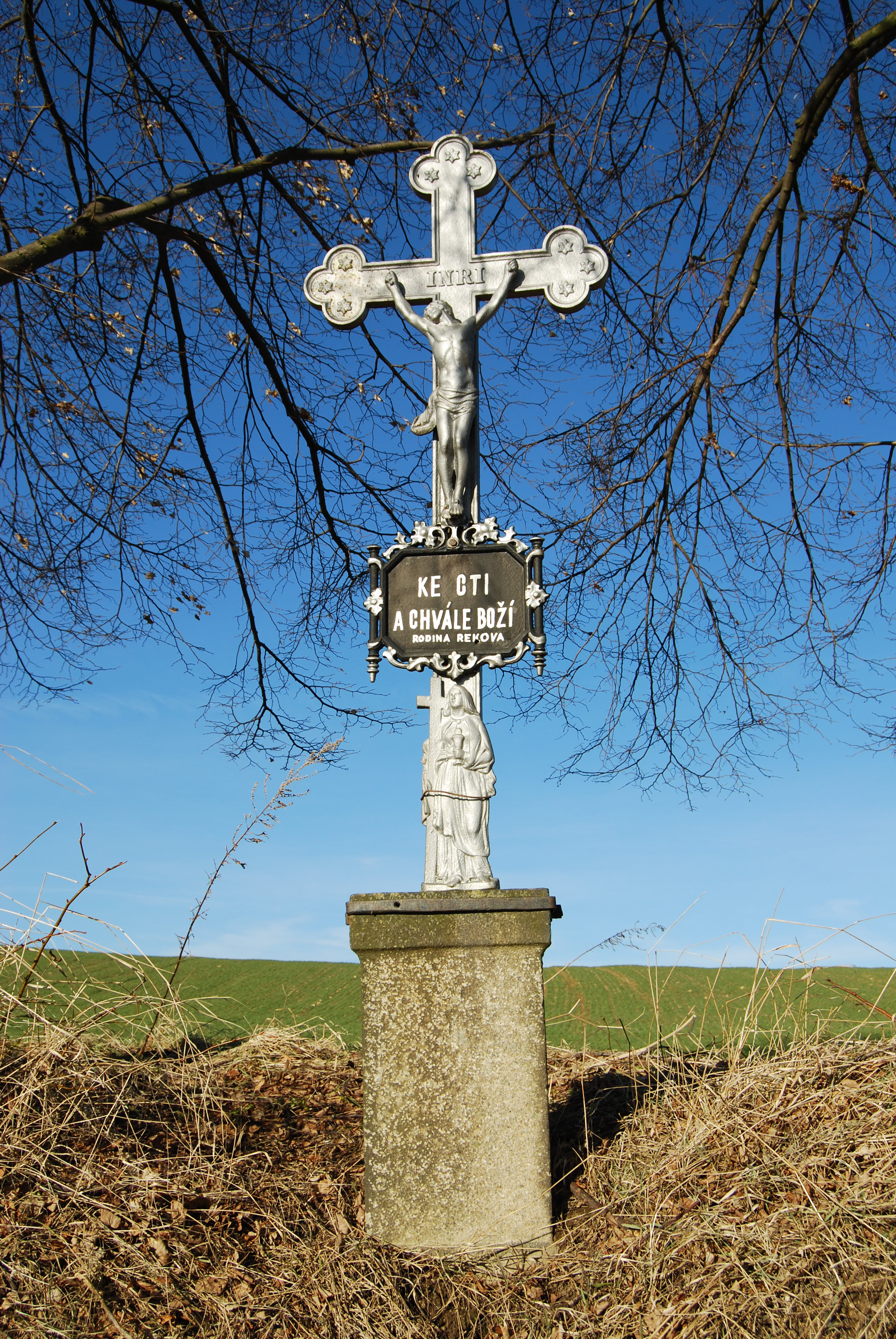
Kříž rodiny Rekovy
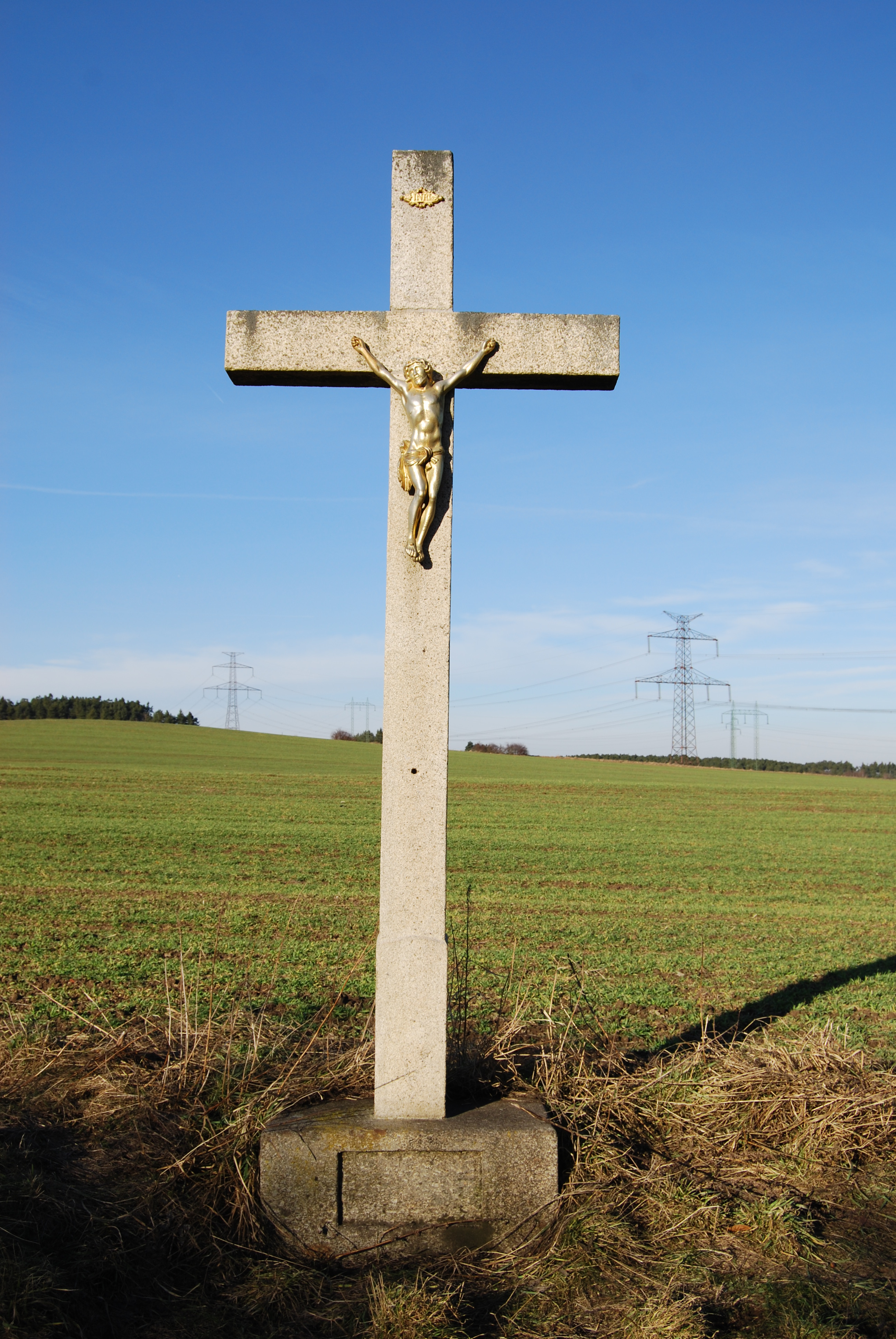
Kříž poblíž vesnice